# Maníac (pel·lícula)
Maníac (Maniac en el títol original en anglès) és una pel·lícula gore estatunidenc de 1980, sobre un trastornat i traumatitzat assassí en sèrie el mètode del qual és arrencar el cuir cabellut a les seves víctimes per a posar-lo als seus maniquins. Va ser dirigida per William Lustig i escrita per Joe Spinell i C. A. Rosenberg. Joe Spinell també va desenvolupar la història i interpreta al personatge principal. Ha estat traduïda al català i fou emesa per TV3 el 9 d'octubre de 1997. Actualment és considerada una pel·lícula de culte.

## Argument
Frank Zito és un assassí en sèrie italo-americà, d'edat madura, solitari, amb sobrepès i veterà de la Guerra de Vietnam, que viu en un districte no especificat de Nova York, on treballa com a encarregat d'un petit complex d'apartaments. Sense que ho sàpiguen els seus inquilins, Frank és un assassí en sèrie que pateix un estrany cas de trastorn esquizoide de la personalitat, a causa d'una dramàtica i trista infància amb la seva mare.
Passa les nits aguaitant i matant dones, arrencant-les el cuir cabellut i portant la cabellera i roba de les seves víctimes a casa per a decorar la seva creixent col·lecció de maniquins. Una vegada que el maniquí s'ha decorat al seu gust, Frank dorm amb ell algunes nits, utilitzant-les per a conversar amb la seva difunta mare, una prostituta abusiva que el va sotmetre a anys de maltractament físic i psicològic abans de morir en un accident de trànsit i deixar-lo orfe. Inexplicablement, després de diverses nits, Frank es cansa del maniquí, posant-lo en diferents parts del seu apartament abans de buscar una altra víctima.
Una tarda, Frank veu que ha estat fotografiat per una fotògrafa de modes anomenada Anna. Aconseguint el seu nom de l'etiqueta d'equipatge que guarda en la seva bossa, Frank li segueix la pista, però queda tan impressionat amb el seu treball artístic que en lloc de matar-la, comença a sortir amb ella. Mentre la visita en el set de la seva última sessió de fotos, s'omple d'ira pels menyspreus i comentaris de Rita, una de les models d'Anna, a la qual li roba una joia, usant-la com a pretext per a anar al seu apartament aquesta mateixa nit per a segrestar-la. Frank acudeix sigilosament a la casa de Rita, on comença a sofrir un deliri creient que és la seva mare, declarant el seu amor etern per ella abans d'apunyalar-la. Després mutila el seu cos i es desfà d'ell, per a després assistir al seu funeral amb Anna.
El seu contacte amb la realitat es va deteriorant fins a sofrir un altre brot psicòtic. Una nit, camí al cinema, Frank porta Anna a la tomba de la seva mare. Al cementiri, Frank tracta de matar Anna, però ella el fereix amb una pala deixant-lo en una tomba recentment cavada i escapa. Frank comença a sofrir desorientació i al·lucinacions pertorbadores del cadàver de la seva mare aixecant-se de la seva tomba i fent-li senyals des del seu llit. Torna al seu apartament, on té una visió dels maniquins transformant-se en cadàvers reanimats de les seves víctimes buscant venjança i destrossant el seu cos.
L'endemà al matí, dos detectius, pel que sembla alertats per Anna, derroquen la porta de l'apartament de Frank. El troben en el llit, sagnant per l'estómac com a resultat d'una ferida autoinfligida. Els detectius, en veure la col·lecció de maniquins de Frank se'n van de l'apartament, moment en què Frank obre els ulls i acaba la pel·lícula.

## Repartiment
- Joe Spinell – Frank Zito
- Caroline Munro – Anna D'Antoni
- Gail Lawrence – Rita
- Kelly Piper – Infermera
- Rita Montone – Prostituta
- Tom Savini – Noi de la disco
- Hyla Marrow – Noia de la disco
- James Brewster – Nou de la platja
- Linda Lee Walter – Noia de la platja
- Tracie Evans – Prostituta dels carrers
- Sharon Mitchell – Infermera #2
- Carol Henry – Dropo
- Nelia Bacmeister – Carmen Zito
- Louis Jawitz – director d'art
- Denise Spagnuolo – Denise
- Billy Spagnuolo – Billy
- Frank Pesce – Reporter de la televisió
- William Lustig - Hostaler

## Producció
El director William Lustig, que anteriorment havia treballat com a director de pel·lícules pornogràfiques, va utilitzar els beneficis de la seva pel·lícula de 1977 Hot Honey per fer Maniac.
La seqüència infame on Frank assassina al promès (interpretat per Tom Savini) va ser inspirada en els assassinats del "fill de Sam" comesos per l'assassí en sèrie David Berkowitz, que va disparar a persones amb cotxes aparcats amb un revòlver .44 Special. Savini, que va servir de maquillador de la pel·lícula, va rebre el paper de la víctima masculina pel que ja havia passat pel casting del seu propi cap, que va omplir amb menjar i sang falsa. Des que Savini va utilitzar munició real per a l'escena, immediatament va llançar l'escopeta en el camió d'un cotxe d'espera conduït per un ajudant Luke Walter, que era amic de Spinell, per evitar ser capturat per la policia.

## Estrena
Segons un informe de Variety, Maníac va ser programada per a una projecció de mitjanit al 33è Festival Internacional de Cinema de Canes el 10 de maig de 1980. La pel·lícula fou estrenat a Nova York el 30 de gener de 1981, seguida d'una estrena de Los Angeles el 6 de març de 1981.

### Censura
Com que la pel·lícula no va ser presentada a la MPAA, la pel·lícula va ser llançada sense classificació, amb la designació "Per a adults només." La pel·lícula va ser rebutjada per una classificació per part de la British Board of Film Classification pel seu llançament original en cinema i, a més, va ser prohibida per a vídeo el 1998. A Austràlia, la campanya de promoció de la pel·lícula presentava una versió censurada de la imatge del pòster, que va esborrar el cuir cabellut que es mantenia a la mà de l'assassí.

### Recepció crítica
Després de la seva estrena, Maníac va rebre nombroses crítiques desfavorables, amb moltes crítiques que van destrossar la pel·lícula per la seva representació de la violència. El crític de cinema Gene Siskel va descriure el malestar que va tenir per la pel·lícula a Sneak Previews i havia sortit del cinema després de l'escena d'assassinat amb tret d'escopeta, citant que la pel·lícula no podia redimir-se "després de la quantitat de violència que va aparèixer en aquell moment". No obstant això, quan se li va preguntar a Siskel si alguna vegada havia sortit a una pel·lícula, ell no va esmentar la pel·lícula, responent que va deixar la pel·lícula de 1996 Black Sheep degut al seu desacord amb Chris Farley, i a la pel·lícula de Walt Disney Pictures de 1971 The Million Dollar Duck.
Vincent Canby de The New York Times va escriure, "El bon sentit, si no el cel, hauria de protegir a qualsevol que pensi que li agrada que les pel·lícules de terror desaprofitin el preu d'admissió a "Maniac", una pel·lícula que mostra com un maníac envellit i ventrut retalla dones joves sense gran intel·ligència".